# 速霸陸FA族引擎
速霸陸FA族引擎為日本富士重工業自2012年起開發製造的一系列水平對臥四缸汽油往復式發動機，乃以FB族為基礎而開發之引擎。

## 概要

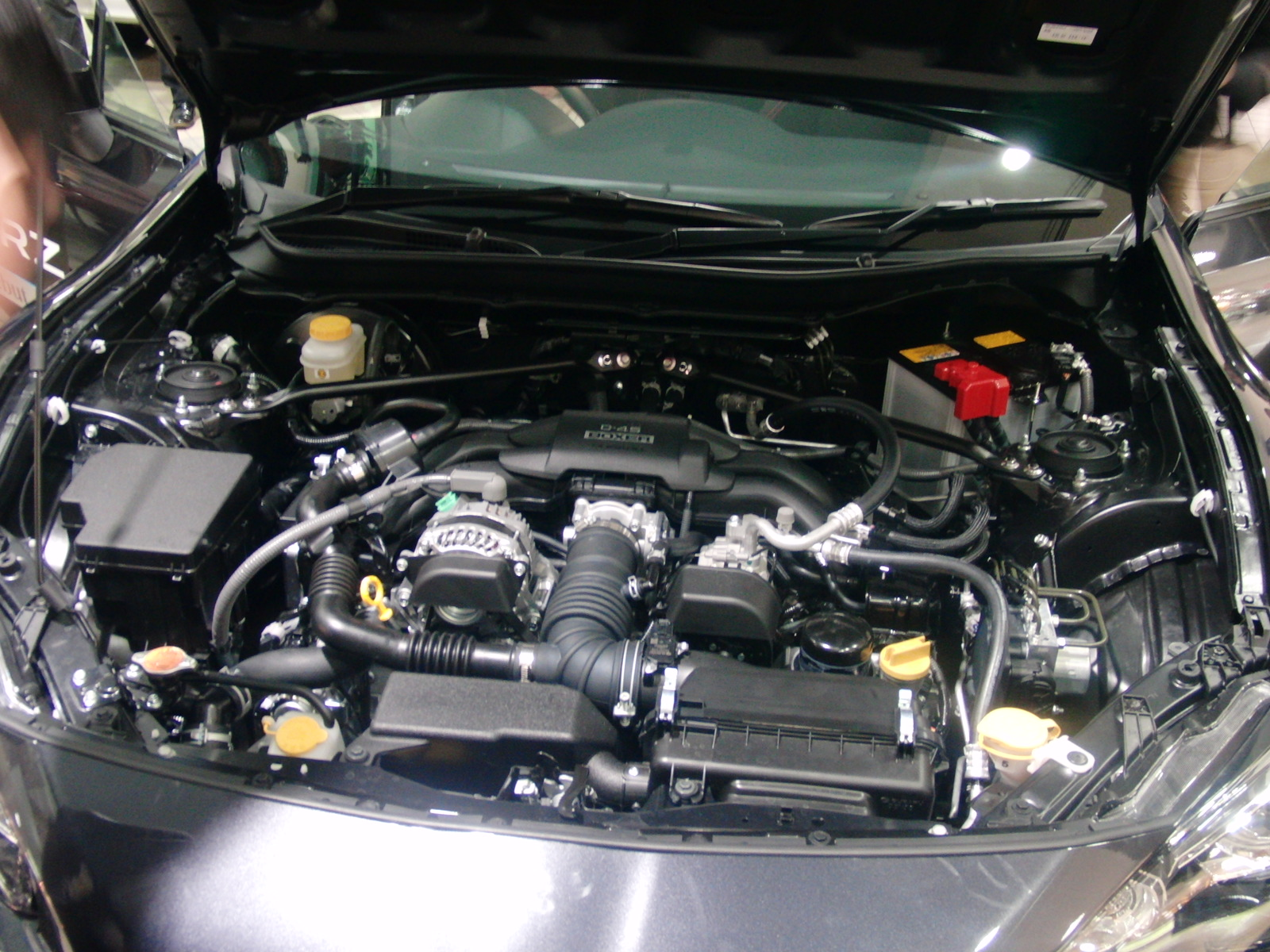
FA20D型引擎

FA族引擎雖以FB族引擎為基礎，兩者之間卻有一些差異。FB族使用一般的歧管噴油方式，FA族則獲得母公司豐田汽車D-4S缸內燃油直噴技術（Direct Iinjection 4 Stroke Gasoline Engine之縮寫）的奧援，原廠改稱為DIT缸內直噴渦輪增壓系統（Direct Injection Turbo之縮寫），提高其性能表現。因應此技術，活塞頂部為獨特的凹碗形狀，故自然進氣版的壓縮比為12.5：1，渦輪增壓版則降為10.6：1。但是DIT並沒有進氣歧管噴油用的噴油嘴，僅有噴向汽缸內部的四支噴油嘴。為了應付高轉速的強度，曲軸軸頸由FB族的48mm加粗至50mm，同時前置節氣門和縮短進氣道可獲得更佳的空氣吞吐效率。FA20F型的中冷器和EJ族一樣為上置式設計，不過渦輪的安裝位置反而改在引擎下方，有助於引擎室的散熱，減少高溫蓄積的問題。

## FA20型
FA20型的排氣量是1,998c.c.，其缸徑為86.0mm、衝程86.0mm。

### FA20D型
壓縮比為12.5：1，採取DOHC、16汽門、D4-S缸內燃油直噴技術、雙AVCS主動閥門控制系統等。最大馬力200ps / 7,000rpm，扭力峰值20.9kgf·m / 6,400-6,600rpm。2016年7月5日日規版小改款之際，原廠改良其引擎本體與進排氣系統，並強化汽缸蓋與汽缸本體接合部位的剛性，使得最大馬力達207ps / 7,000rpm、扭力峰值21.6kg・m / 6,400-6,800rpm。另外，FA20D型曾獲得2013年度華德十大最佳汽車引擎的獎項。車型：
1. 2012年-2020年：第一代速霸陸BRZ
2. 2012年-2021年：第一代豐田86
3. 2012年-2016年：賽昂FR-S（部分目錄採取豐田汽車的引擎命名，而稱為「4U-GSE型」）

### FA20F型
坊間常稱呼加裝雙渦流渦輪增壓器的FA20F型為「FA20T」，不過這並非官方正式名稱。此具引擎的規格參數與FA20D型相同，仍採DOHC、16汽門、雙AVCS主動閥門控制系統等元件，但是壓縮比降為10.6：1。此外，此具引擎曾獲得2015、2016年度華德十大最佳汽車引擎。依調校程度不同，最大馬力和扭力分別為：
1. 300ps / 5,600rpm、40.8kgf·m / 2,000-4,800rpm。
2. 280ps / 5,700rpm、35.7kgf·m / 2,000-5,600rpm。
3. 268ps / 5,600rpm、35.7kgf·m / 2,000-5,200rpm。

車型：
1. 2012年-2014年：第五代速霸陸Legacy
2. 2012年-2018年：第四代速霸陸Forester
3. 2013年-2014年：第四代速霸陸Impreza WRX
4. 2014年迄今：速霸陸Levorg
5. 2014年迄今：速霸陸WRX

## FA24型
FA24型的排氣量是2,387c.c.，其缸徑為94.0mm、衝程86.0mm。

### FA24F型
採取缸內直噴、渦輪增壓的設計，以取代過往自然進氣的EZ36型引擎。衝程同為86.0mm，但缸徑擴大成94.0mm，壓縮比10.6：1，且具備AVCS雙主動閥門控制系統。為了同時保持重量與縮短升溫時間，汽缸蓋及汽缸本體全部為鋁合金製造。最大馬力193.9kW / 5,600rpm，扭力峰值375.6N·m / 2,000-4,800rpm。車型：
1. 2018年迄今：速霸陸Ascent
2. 2019年迄今：第七代速霸陸Legacy
3. 2020年迄今：第六代速霸陸Outback
4. 2020年迄今：第二代速霸陸Levorg
5. 2021年迄今：第二代速霸陸WRX

### FA24D型

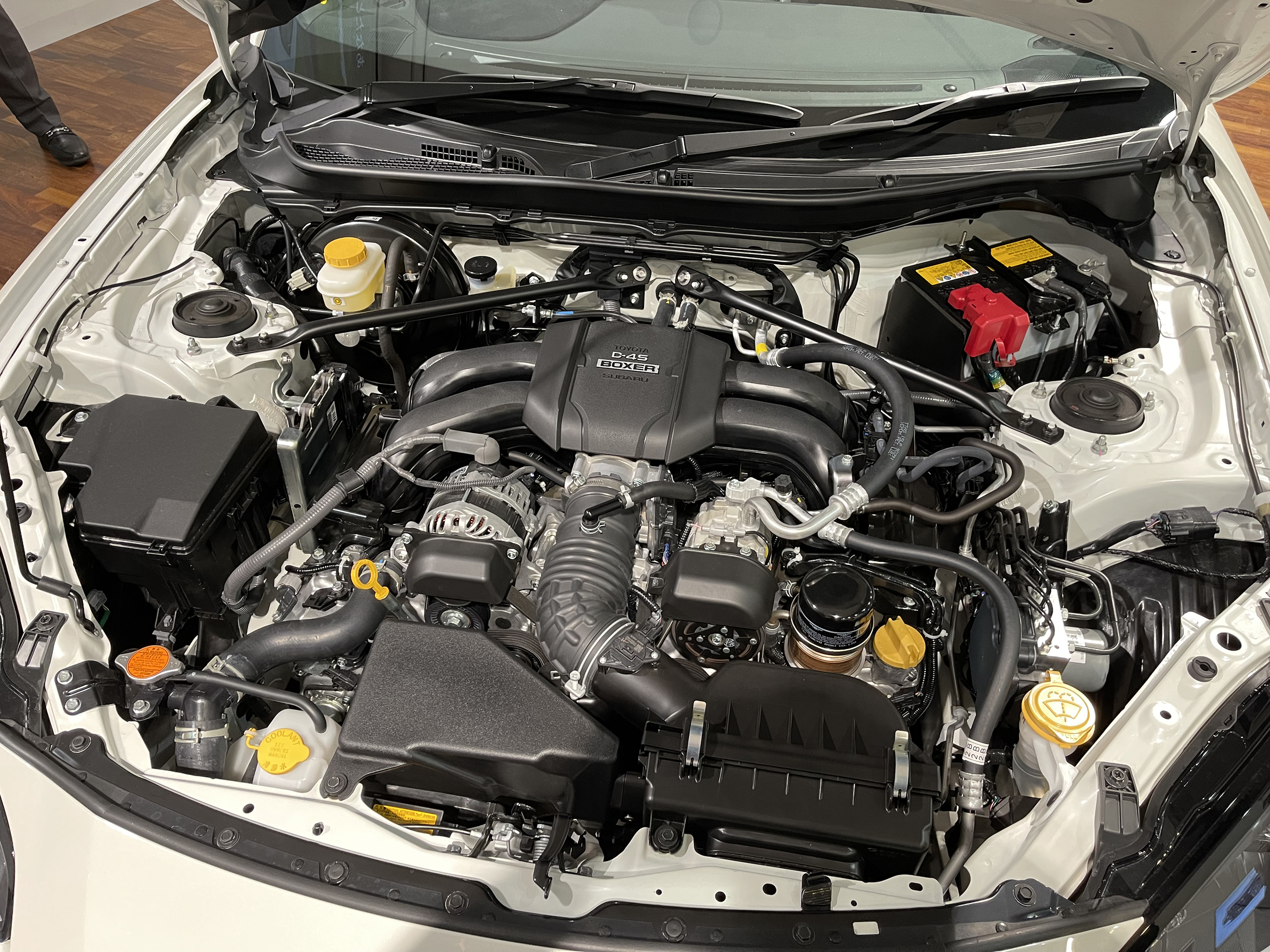
FA24D型

同樣和FA20D型採用豐田汽車的D4-S缸內燃油直噴技術，缸徑與衝程同為94.0mm x 86.0mm，但壓縮比提高至12.5：1。此具引擎採取自然進氣的原因，在於渦輪裝置位於引擎下方，倘若安裝在速霸陸BRZ/豐田86，勢必得抬升引擎高度以換取安裝空間，但連帶使得重心提高，進而影響車輛操駕的均衡性。此外，沒有渦輪裝置亦可壓低成本。最大馬力達到228hp / 7,000rpm，扭力峰值則是25.5kg⋅m / 3,700rpm。車型：
1. 2021年迄今：第二代速霸陸BRZ
2. 2021年迄今：第二代豐田86

## 外部連結
- （日語）スバル(富士重工業)製エンジンのまとめページ （页面存档备份，存于）
- 無敵汽車網：斯巴魯FA20T引擎詳細解構